# Kampili
Kampili was een jappenkamp voor vrouwen en kinderen tijdens de Tweede Wereldoorlog in het toenmalige Nederlands-Indië. Het kamp bestond van 22 maart 1943 tot 17 juli 1945.
Het kamp Kampili lag zo'n twintig kilometer ten zuidoosten van Makassar in Zuid-Celebes. Het kamp bestond uit gebouwen van een oud TBC-sanatorium. Het lag dicht bij de zuidoever van de Berang-rivier, een paar kilometer ten oosten van Soenggoeminasa. Het kamp bestond aanvankelijk uit twaalf loodsen van ongeveer 6 bij 60 meter en een tiental huisjes, vroegere personeelswoningen. In iedere loods zaten ongeveer honderd personen, in de huisjes ongeveer dertig. In juli 1944 werden nog vier loodsen bijgebouwd bestemd voor Indische mensen. In totaal waren er zo'n 1600 mensen in dit kamp ondergebracht. De eerste bewoners, een groep vrouwen en kinderen uit Ambon, kwamen in maart 1943 aan. Daarna volgde begin mei een groep Europese vrouwen uit het kamp Malino, en in september een groep uit Timor.
De Japanse commandant was sgt. Yamaji Tadashi. De Europese leiding voor het hele kamp berustte bij mevr. A.H. Joustra.
Op 17 en 19 juli 1945 werd het kamp grotendeels verwoest door twee bombardementen (met vuurbommen) van Amerikaanse vliegtuigen, waarbij zeven doden vielen. De mensen werden toen tijdelijk ondergebracht in een noodkamp van bamboe- en atapbarakken: het Boskamp. Een maand later kon een deel van de mensen weer terugkeren naar het oorspronkelijke kamp. Na de capitulatie van Japan duurde het even voor iedereen het kamp kon verlaten, maar op 26 september 1945 ging het laatste transport naar Makassar en werd heel Kampili ontruimd. Kampili werd wel beschouwd als een van de 'betere' burger-interneringskampen, o.a. door het beleid van commandant Yamaji.
Alfabetisch op naam.  Indien een kamp meerdere rollen had, staat het in de "hoogste" groep.
Zie ook: Lijst van naziconcentratiekampen · Jappenkampen in Nederlands-Indië · Lijst van jappenkampen